# Wright GB Kite
Wright GB Kite — одноэтажный автобус, выпускаемый производителем автобусов из Северной Ирландии Wrightbus с 2022 года.

## История
Автобус Wright GB Kite впервые был представлен в сентябре 2021 года. Представляет собой электробус и водоробус на шасси Wright GB Hawk. Электробус получил индекс Electroliner BEV, водоробус — Hydroliner FCEV.
Автобус Wright GB Kite пришёл на смену модели Wright Eclipse 3, как и автобус с двигателями внутреннего сгорания Wright GB Hawk. При напряжении 567 кВт/ч электробус преодолевает расстояние 480 км, тогда как водоробус преодолевает расстояние 1050 км при напряжении 70 или 100 кВт/ч. Электрооборудование поставляется канадской компанией Ballard Power Systems.